# Foopass

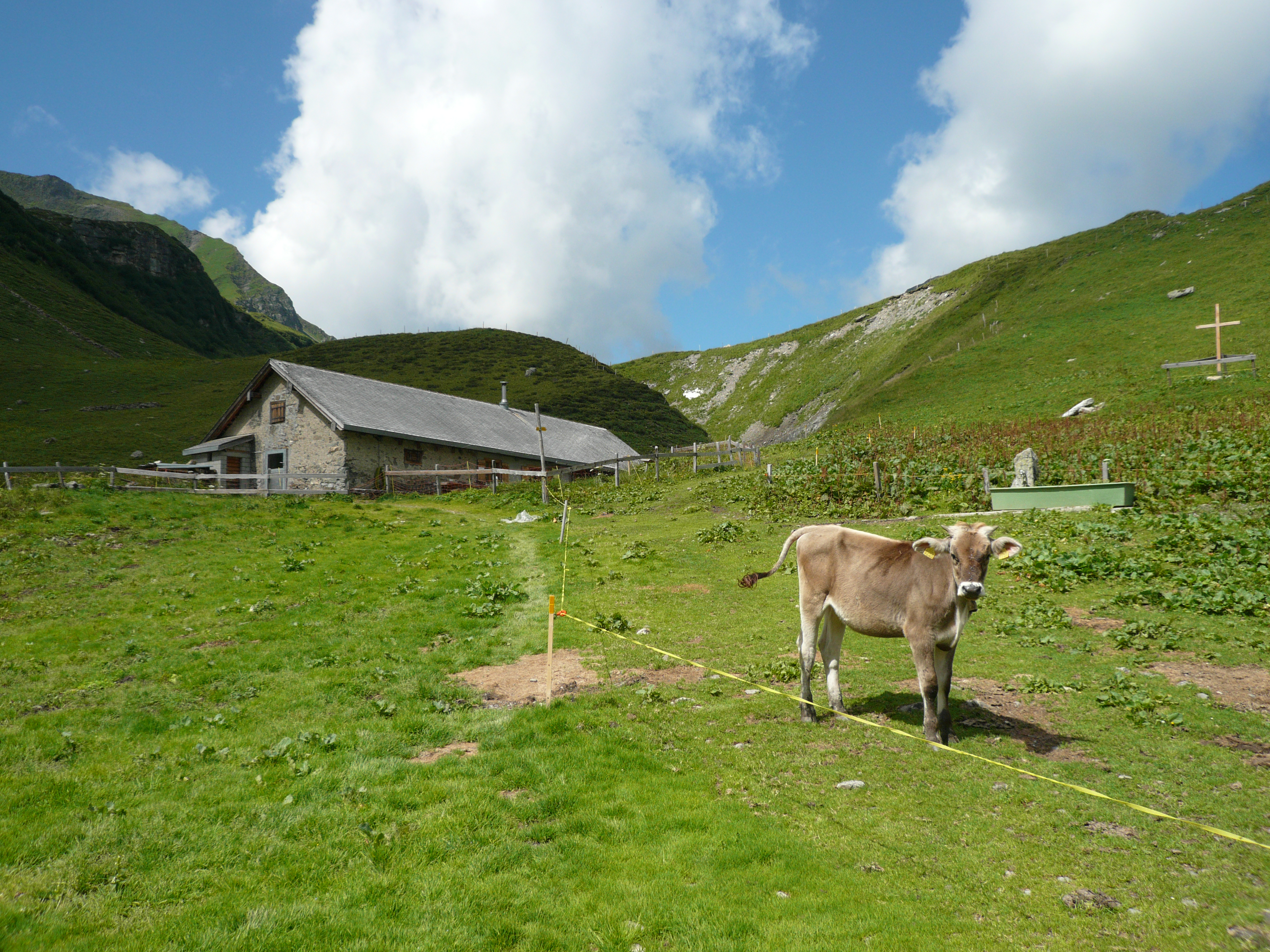
Die Alp Foo

Der Foopass auf 2223 m ü. M. ist ein hoher Gebirgspass der Glarner Alpen. Er liegt an der Grenze zwischen den Schweizer Kantonen Glarus und St. Gallen und verbindet Elm (Glarus) und Weisstannen (St. Gallen). Der Foopass ist zwischen den beiden Kantonen der südlichste Pass, über den ein Weg führt. Es ist dies der Grüne Weg der Via Alpina.
Der Pass wird überragt vom Foostock und vom Piz Sardona.
Etwa 2 km östlich vom Foopass befindet sich die Alp Foo.